# Oswald Wirth

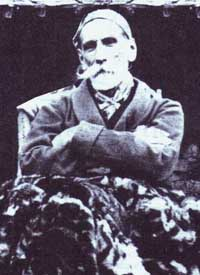
Oswald Wirth, antes de 1944.

Oswald Wirth (Brienz, Suiza, 5 de agosto de 1860 - Mouterre-sur-Blourde, Suiza, 9 de marzo de 1943) fue el secretario de Stanislas de Guaita, y dibujó en colaboración con él un tarot, editado hoy con el nombre de Tarot de Wirth. Este tarot es explicado y comentado en su obra El tarot de los imagineros de la edad media, convertido en un clásico.

## Su relación con Stanislas de Guaïta
Él atribuía todo a Stanislas de Guaïta:
"(...) establecer una relación con Stanislas de Guaïta se convirtió en un evento crucial para mí. Me hizo su amigo, su secretario y su colaborador. Su biblioteca estaba a mi disposición y, beneficiándome de sus conversaciones, tuve en él un profesor de Cábala, metafísica elevada y también de la lengua francesa. Guaïta se tomó la molestia de enseñarme estilo, pulirme literariamente (...) le debo mi capacidad para escribir de forma legible".
Aunque se puede admitir que Guaïta pudo enseñarle el arte de expresar felizmente sus ideas en nuestro idioma, considerado tan difícil por los extranjeros - Oswald Wirth era originario de Suiza alemana -, el discípulo, en adelante, igualó, si no superó, al maestro, al menos en el campo del simbolismo. De hecho, le debemos una serie de obras que se han convertido en clásicos: "El simbolismo hermético en relación con la alquimia y la francmasonería", "El simbolismo astrológico" y sobre todo "El Tarot de los ilustradores de la Edad Media", en el cual retoma el estudio simbólico de los Arcanos Mayores que había diseñado para Guaita.

## Francmasonería
En general, a diferencia de aquel a quien consideraba su maestro, se interesó más en la francmasonería, de la cual era miembro, que en la Rosa-Cruz. Los misterios del Arte Real y La francmasonería rendida inteligible a sus adeptos dan cuenta de ello. Fue iniciado en la francmasonería el 28 de enero de 1884 en la logia "La Bienfaisance Châlonnaise" del Gran Oriente de Francia. A su regreso a París, se convierte en el secretario de Stanislas de Guaita y se afilia a la logia "Les Amis Triomphants". Insatisfecho, en 1889, se afilia a la logia "Le Travail et les Vrais Amis Fidèles" de la Gran Logia Simbólica Escocesa, de la cual será varias veces el venerable maestro. Esta logia se unirá a la Gran Logia de Francia, probablemente a finales de 1898.
También fue martinista y miembro de la Société des Philalèthes (Sociedad de los Filaleatas) y uno de los fundadores de la revista "Le Symbolisme".
Según Roger Dachez y Alain Bauer: "Al publicar a fines de la década de 1890, en volúmenes sucesivos, su famosa serie, "La francmasonería rendida inteligible a sus adeptos" (I. El Aprendiz, II. El Compañero, III. El Maestro), y luego "Los misterios del arte real", Wirth aseguró durante más de cuarenta años un verdadero magisterio de estudios de simbolismo masónico a través de su revista justamente llamada "Le Symbolisme" (fundada en 1912)".
Joannes Corneloup hizo un retrato de la relación espiritualista de Wirth con la francmasonería.